# Bernartice (okres Jeseník)
Bernartice (Duits: Barzdorf (bei Jauernig), Pools: Bernacice, soms ter onderscheiding van andere plaatsen met dezelfde naam Bernartice u Javorníka genoemd) is een Silezische gemeente in de Tsjechische regio Olomouc, en maakt deel uit van het district Jeseník. Bernartice telt 868 inwoners (2023).
Bernartice was tot 1945 een plaats met een overwegend Duitstalige bevolking. Na de Tweede Wereldoorlog werd de Duitstalige bevolking verdreven.

## Geschiedenis
- 1284 – De eerste schriftelijke vermelding van Bernartice als Bertholdis villa.
- 1996 – De gemeente Bernartice wordt administratief overgeheveld van het district Šumperk naar het nieuw gevormde district Jeseník.[1]